# Élections départementales de 2015 dans le Var
Les élections départementales ont lieu les 22 et 29 mars 2015.

## Contexte départemental

### Assemblée départementale sortante
Avant les élections, le conseil général du Var est présidé par Horace Lanfranchi (UMP). Il comprend 43 conseillers généraux issus des 43 cantons du Var. Après le redécoupage cantonal de 2014, ce sont 46 conseillers départementaux qui seront élus au sein des 23 nouveaux cantons du Var.

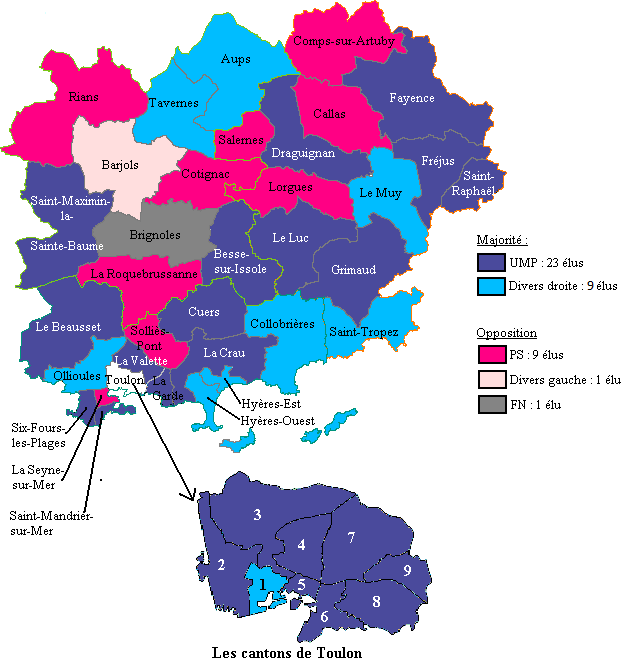
Résultats après les élections cantonales de 2011 dans le Var :
Parti socialiste
Divers Gauche
Union pour un Mouvement Populaire
Divers droite
Front national

| Parti                                | Sigle | Sigle | Élus |
| ------------------------------------ | ----- | ----- | ---- |
| Majorité (32 sièges)                 |       |       |      |
| Union pour un mouvement populaire    |       | UMP   | 23   |
| Divers droite                        |       | DVD   | 8    |
| Union des démocrates et indépendants |       | UDI   | 1    |
| Opposition (11 sièges)               |       |       |      |
| Parti socialiste                     |       | PS    | 9    |
| Divers gauche                        |       | DVG   | 1    |
| Front national                       |       | FN    | 1    |
| Président du conseil général         |       |       |      |
| Horace Lanfranchi (UMP)              |       |       |      |

### Assemblée départementale élue
| Parti                                | Sigle | Sigle | Élus |
| ------------------------------------ | ----- | ----- | ---- |
| Majorité (40 sièges)                 |       |       |      |
| Union pour un mouvement populaire    |       | UMP   | 26   |
| Divers droite                        |       | DVD   | 9    |
| Union des démocrates et indépendants |       | UDI   | 5    |
| Opposition (6 sièges)                |       |       |      |
| Front national                       |       | FN    | 6    |
| Président du conseil départemental   |       |       |      |
| Marc Giraud (UMP)                    |       |       |      |

## Résultats à l'échelle du département

### Résultats par nuances du ministère de l'Intérieur
Les nuances utilisées par le ministère de l'Intérieur ne tiennent pas compte des alliances locales.
| Binômes        | Binômes            | Premier tour | Premier tour | Second tour | Second tour | Sièges |
| Binômes        | Binômes            | Voix         | %            | Voix        | %           | Sièges |
| -------------- | ------------------ | ------------ | ------------ | ----------- | ----------- | ------ |
|                | Union de la droite | 128 808      | 34,77        | 185 943     | 52,55       | 40     |
|                | DVD                | 17 392       | 4,69         |             |             |        |
|                | UMP                | 2 487        | 0,67         |             |             |        |
|                | UDI                | 1 174        | 0,32         |             |             |        |
| Droite         | Droite             | 149 861      | 40,45        | 185 943     | 52,55       | 40     |
|                |                    |              |              |             |             |        |
|                | FN                 | 144 126      | 38,90        | 153 418     | 43,36       | 6      |
|                | EXD                | 245          | 0,07         |             |             |        |
| Extrême droite | Extrême droite     | 144 371      | 38,97        | 153 418     | 43,36       | 6      |
|                |                    |              |              |             |             |        |
|                | PS                 | 28 326       | 7,65         | 6 754       | 1,91        | 0      |
|                | FG                 | 18 104       | 4,89         |             |             |        |
|                | Union de la gauche | 15 435       | 4,17         | 7 733       | 2,19        | 0      |
|                | DVG                | 8 329        | 2,25         |             |             |        |
|                | EÉLV               | 5 919        | 1,60         |             |             |        |
| Gauche         | Gauche             | 76 113       | 20,56        | 14 487      | 4,10        | 0      |
|                |                    |              |              |             |             |        |
|                | Divers             | 152          | 0,04         |             |             |        |
|                |                    |              |              |             |             |        |
| Inscrits       | Inscrits           | 775 605      | 100,00       | 748 399     | 100,00      |        |
| Abstentions    | Abstentions        | 389 617      | 50,23        | 365 347     | 48,82       |        |
| Votants        | Votants            | 385 988      | 49,77        | 383 052     | 51,18       |        |
| Blancs         | Blancs             | 10 522       | 2,73         | 20 279      | 5,29        |        |
| Nuls           | Nuls               | 4 969        | 1,29         | 8 925       | 2,33        |        |
| Exprimés       | Exprimés           | 370 497      | 95,99        | 353 848     | 92,38       |        |

### Analyses
L'Union de la droite remporte les élections avec 40 sièges, les 6 autres étant remporté par le FN. C'est également l'un des trois départements de France où aucun conseiller de gauche n'a été élu.

### Résultats par canton
| Canton                        | Conseiller sortant     | Parti                 | Parti       | Conseiller élu        | Parti           | Parti           |
| ----------------------------- | ---------------------- | --------------------- | ----------- | --------------------- | --------------- | --------------- |
| Aups                          | Pierre Lambert*        |                       | DVD         | Canton supprimé       | Canton supprimé | Canton supprimé |
| Barjols                       | Michel Partage*        |                       | DVG         | Canton supprimé       | Canton supprimé | Canton supprimé |
| Le Beausset                   | Josette Pons*          |                       | UMP         | Canton supprimé       | Canton supprimé | Canton supprimé |
| Besse-sur-Issole              | Paul Denis*            |                       | UMP         | Canton supprimé       | Canton supprimé | Canton supprimé |
| Brignoles                     | Laurent Lopez          |                       | FN          | Chantal Lassoutanie   |                 | UMP             |
| Brignoles                     | Laurent Lopez          | Jean-Pierre Véran     | FN          |                       | UDI             |                 |
| Callas                        | Pierre-Yves Collombat* |                       | PS          | Canton supprimé       | Canton supprimé | Canton supprimé |
| Collobrières                  | Albert Vatinet*        |                       | DVD         | Canton supprimé       | Canton supprimé | Canton supprimé |
| Comps-sur-Artuby              | Raymonde Carletti*     |                       | PS          | Canton supprimé       | Canton supprimé | Canton supprimé |
| Cotignac                      | Jean-Louis Aléna*      |                       | PS          | Canton supprimé       | Canton supprimé | Canton supprimé |
| La Crau                       | Marc Giraud            |                       | UMP         | Patricia Arnould      |                 | DVD             |
| La Crau                       | Marc Giraud            | Marc Giraud           | UMP         |                       | UMP             |                 |
| Cuers                         | Véronique Baccino      |                       | UMP         | Canton supprimé       | Canton supprimé | Canton supprimé |
| Draguignan                    | Max Piselli*           |                       | UMP         | Jean-Bernard Miglioli |                 | UMP             |
| Draguignan                    | Max Piselli*           | Marie Rucinski-Becker | UMP         |                       | UMP             |                 |
| Fayence                       | François Cavallier     |                       | UMP         | Canton supprimé       | Canton supprimé | Canton supprimé |
| Flayosc                       | Canton créé            | Canton créé           | Canton créé | Nathalie Perez-Leroux |                 | DVD             |
| Flayosc                       | Canton créé            | Canton créé           | Canton créé | Louis Reynier         |                 | DVD             |
| Fréjus                        | Françoise Cauwel       |                       | UMP         | Julie Lechanteux      |                 | FN              |
| Fréjus                        | Françoise Cauwel       | Richard Sert          | UMP         |                       | FN              |                 |
| La Garde                      | Jean-Louis Masson      |                       | UMP         | Jean-Louis Masson     |                 | UMP             |
| La Garde                      | Jean-Louis Masson      | Valérie Rialland      | UMP         |                       | UDI             |                 |
| Garéoult                      | Canton créé            | Canton créé           | Canton créé | Jacques Danvy         |                 | FN              |
| Garéoult                      | Canton créé            | Canton créé           | Canton créé | Jessica Hoet          |                 | FN              |
| Grimaud                       | Bernard Rolland*       |                       | UMP         | Canton supprimé       | Canton supprimé | Canton supprimé |
| Hyères-Est                    | Francis Roux           |                       | UDI         | Canton supprimé       | Canton supprimé | Canton supprimé |
| Hyères-Ouest                  | Jacques Politi         |                       | DVD         | Canton supprimé       | Canton supprimé | Canton supprimé |
| Hyères                        | Canton créé            | Canton créé           | Canton créé | Véronique Bernardini  |                 | UMP             |
| Hyères                        | Canton créé            | Canton créé           | Canton créé | Francis Roux          |                 | UDI             |
| Lorgues                       | Barthélemy Mariani*    |                       | PS          | Canton supprimé       | Canton supprimé | Canton supprimé |
| Le Luc                        | Claude Pianetti        |                       | UMP         | Christine Amrane      |                 | UDI             |
| Le Luc                        | Claude Pianetti        | Dominique Lain        | UMP         |                       | UMP             |                 |
| Le Muy                        | Jean-Pierre Serra*     |                       | DVD         | Canton supprimé       | Canton supprimé | Canton supprimé |
| Ollioules                     | Ferdinand Bernhard     |                       | DVD         | Ferdinand Bernhard    |                 | DVD             |
| Ollioules                     | Ferdinand Bernhard     | Laetitia Quilici      | DVD         |                       | UMP             |                 |
| Rians                         | Guy Lombard*           |                       | PS          | Canton supprimé       | Canton supprimé | Canton supprimé |
| Roquebrune-sur-Argens         | Canton créé            | Canton créé           | Canton créé | François Cavallier    |                 | UMP             |
| Roquebrune-sur-Argens         | Canton créé            | Canton créé           | Canton créé | Josette Mimouni       |                 | DVD             |
| La Roquebrussanne             | André Guiol            |                       | PS          | Canton supprimé       | Canton supprimé | Canton supprimé |
| Saint-Cyr-sur-Mer             | Canton créé            | Canton créé           | Canton créé | Marc Lauriol          |                 | UMP             |
| Saint-Cyr-sur-Mer             | Canton créé            | Canton créé           | Canton créé | Andrée Samat          |                 | UMP             |
| Saint-Mandrier-sur-Mer        | Gilles Vincent         |                       | UMP         | Canton supprimé       | Canton supprimé | Canton supprimé |
| Saint-Maximin-la-Sainte-Baume | Horace Lanfranchi*     |                       | UMP         | Sébastien Bourlin     |                 | UDI             |
| Saint-Maximin-la-Sainte-Baume | Horace Lanfranchi*     | Séverine Vincendeau   | UMP         |                       | DVD             |                 |
| Saint-Raphaël                 | Françoise Dumont       |                       | UMP         | Guillaume Decard      |                 | UMP             |
| Saint-Raphaël                 | Françoise Dumont       | Françoise Dumont      | UMP         |                       | UMP             |                 |
| Saint-Tropez                  | Alain Spada*           |                       | DVD         | Canton supprimé       | Canton supprimé | Canton supprimé |
| Sainte-Maxime                 | Canton créé            | Canton créé           | Canton créé | Alain Benedetto       |                 | UMP             |
| Sainte-Maxime                 | Canton créé            | Canton créé           | Canton créé | Muriel Lecca-Berger   |                 | DVD             |
| Salernes                      | Nicole Fanelli-Emphoux |                       | PS          | Canton supprimé       | Canton supprimé | Canton supprimé |
| La Seyne-sur-Mer              | Patrick Martinenq*     |                       | PS          | Canton supprimé       | Canton supprimé | Canton supprimé |
| La Seyne-sur-Mer-1            | Canton créé            | Canton créé           | Canton créé | Damien Guttierez      |                 | FN              |
| La Seyne-sur-Mer-1            | Canton créé            | Canton créé           | Canton créé | Virginie Sanchez      |                 | FN              |
| La Seyne-sur-Mer-2            | Canton créé            | Canton créé           | Canton créé | Nathalie Bicais       |                 | UMP             |
| La Seyne-sur-Mer-2            | Canton créé            | Canton créé           | Canton créé | Joseph Mulé           |                 | UMP             |
| Six-Fours-les-Plages          | Joseph Mulé            |                       | UMP         | Canton supprimé       | Canton supprimé | Canton supprimé |
| Solliès-Pont                  | Guy Menut*             |                       | PS          | Bruno Aycard          |                 | UMP             |
| Solliès-Pont                  | Guy Menut*             | Véronique Baccino     | PS          |                       | UMP             |                 |
| Tavernes                      | Louis Reynier          |                       | DVD         | Canton supprimé       | Canton supprimé | Canton supprimé |
| Toulon-1                      | Jean-François Fogacci* |                       | DVD         | Robert Cavanna        |                 | UMP             |
| Toulon-1                      | Jean-François Fogacci* | Manon Fortias         | DVD         |                       | DVD             |                 |
| Toulon-2                      | Michel Bonnus          |                       | UMP         | Michel Bonnus         |                 | UMP             |
| Toulon-2                      | Michel Bonnus          | Valérie Mondone       | UMP         |                       | DVD             |                 |
| Toulon-3                      | Philippe Vitel*        |                       | UMP         | Thierry Albertini     |                 | UMP             |
| Toulon-3                      | Philippe Vitel*        | Hélène Audibert       | UMP         |                       | UMP             |                 |
| Toulon-4                      | Philippe Sans*         |                       | UMP         | Caroline Depallens    |                 | UMP             |
| Toulon-4                      | Philippe Sans*         | Jean-Guy Di Giorgio   | UMP         |                       | UMP             |                 |
| Toulon-5                      | Robert Cavanna         |                       | UMP         | Canton supprimé       | Canton supprimé | Canton supprimé |
| Toulon-6                      | Caroline Depallens     |                       | UMP         | Canton supprimé       | Canton supprimé | Canton supprimé |
| Toulon-7                      | Hélène Audibert        |                       | UMP         | Canton supprimé       | Canton supprimé | Canton supprimé |
| Toulon-8                      | Jean Bombin*           |                       | UMP         | Canton supprimé       | Canton supprimé | Canton supprimé |
| Toulon-9                      | Jean-Guy Di Giorgio    |                       | UMP         | Canton supprimé       | Canton supprimé | Canton supprimé |
| La Valette-du-Var             | Ange Musso*            |                       | UMP         | Canton supprimé       | Canton supprimé | Canton supprimé |
| Vidauban                      | Canton créé            | Canton créé           | Canton créé | Françoise Legraien    |                 | UMP             |
| Vidauban                      | Canton créé            | Canton créé           | Canton créé | Claude Pianetti       |                 | UMP             |

## Résultats par canton

### Canton de Brignoles
| Candidats            | Candidats              | Partis      | Partis      | Premier tour | Premier tour | Second tour | Second tour |
| Candidats            | Candidats              | Partis      | Partis      | Voix         | %            | Voix        | %           |
| -------------------- | ---------------------- | ----------- | ----------- | ------------ | ------------ | ----------- | ----------- |
| 1                    | Liliane Caramello      |             | FG          | 1 498        | 10,88        |             |             |
| 1                    | Laurent Carratala      |             | PCF         | 1 498        | 10,88        |             |             |
| 2                    | Catherine Delzers      |             | DVD         | 1 949        | 14,15        |             |             |
| 2                    | Jacques Paul           |             | DVD         | 1 949        | 14,15        |             |             |
| 3                    | Cyrille Bourhis        |             | DVG         | 1 772        | 12,87        |             |             |
| 3                    | Roxane Mondani-Riquier |             | DVG         | 1 772        | 12,87        |             |             |
| 4                    | Chantal Lassoutanie    |             | UMP         | 3 102        | 22,53        | 7 184       | 52,88       |
| 4                    | Jean-Pierre Véran      |             | UDI         | 3 102        | 22,53        | 7 184       | 52,88       |
| 5                    | Claudine Kauffmann     |             | FN          | 5 449        | 39,57        | 6 401       | 47,12       |
| 5                    | Laurent Lopez*         |             | FN          | 5 449        | 39,57        | 6 401       | 47,12       |
|                      |                        |             |             |              |              |             |             |
| Inscrits             | Inscrits               | Inscrits    | Inscrits    | 28 888       | 100,00       | 28 888      | 100,00      |
| Abstentions          | Abstentions            | Abstentions | Abstentions | 14 113       | 48,85        | 13 691      | 47,39       |
| Votants              | Votants                | Votants     | Votants     | 14 775       | 51,15        | 15 197      | 52,61       |
| Blancs               | Blancs                 | Blancs      | Blancs      | 397          | 2,69         | 1 080       | 7,11        |
| Nuls                 | Nuls                   | Nuls        | Nuls        | 608          | 4,12         | 532         | 3,50        |
| Exprimés             | Exprimés               | Exprimés    | Exprimés    | 13 770       | 93,20        | 13 585      | 89,39       |
| * conseiller sortant |                        |             |             |              |              |             |             |

### Canton de La Crau
| Candidats   | Candidats               | Partis      | Partis      | Premier tour | Premier tour | Second tour | Second tour |
| Candidats   | Candidats               | Partis      | Partis      | Voix         | %            | Voix        | %           |
| ----------- | ----------------------- | ----------- | ----------- | ------------ | ------------ | ----------- | ----------- |
| 1           | Aline Renck-Guigue      |             | FN          | 7 505        | 38,27        | 7 878       | 40,55       |
| 1           | Pierre Royet            |             | FN          | 7 505        | 38,27        | 7 878       | 40,55       |
| 2           | Anne Billant-Barthélemy |             | EÉLV        | 3 053        | 15,57        |             |             |
| 2           | Marc Letient            |             | EÉLV        | 3 053        | 15,57        |             |             |
| 3           | Patricia Arnould        |             | DVD         | 9 051        | 46,16        | 11 549      | 59,45       |
| 3           | Marc Giraud             |             | UMP         | 9 051        | 46,16        | 11 549      | 59,45       |
|             |                         |             |             |              |              |             |             |
| Inscrits    | Inscrits                | Inscrits    | Inscrits    | 40 038       | 100,00       | 40 033      | 100,00      |
| Abstentions | Abstentions             | Abstentions | Abstentions | 19 487       | 48,67        | 18 979      | 47,41       |
| Votants     | Votants                 | Votants     | Votants     | 20 551       | 51,33        | 21 054      | 52,59       |
| Blancs      | Blancs                  | Blancs      | Blancs      | 636          | 3,09         | 1 118       | 5,31        |
| Nuls        | Nuls                    | Nuls        | Nuls        | 306          | 1,49         | 509         | 2,42        |
| Exprimés    | Exprimés                | Exprimés    | Exprimés    | 19 609       | 95,42        | 19 427      | 92,27       |

### Canton de Draguignan
| Candidats   | Candidats               | Partis      | Partis      | Premier tour | Premier tour | Second tour | Second tour |
| Candidats   | Candidats               | Partis      | Partis      | Voix         | %            | Voix        | %           |
| ----------- | ----------------------- | ----------- | ----------- | ------------ | ------------ | ----------- | ----------- |
| 1           | Alain Macke             |             | FN          | 5 532        | 36,66        | 7 059       | 47,45       |
| 1           | Marie-France Passavant  |             | FN          | 5 532        | 36,66        | 7 059       | 47,45       |
| 2           | Jean-Bernard Miglioli   |             | UMP         | 3 532        | 23,41        | 7 819       | 52,55       |
| 2           | Marie Rucinski-Becker   |             | UMP         | 3 532        | 23,41        | 7 819       | 52,55       |
| 3           | Jean-Christophe Fiaschi |             | EXD         | 245          | 1,62         |             |             |
| 3           | Valeria Vecchio         |             | EXD         | 245          | 1,62         |             |             |
| 4           | Patrick Boulet          |             | ND          | 971          | 6,44         |             |             |
| 4           | Aurélie Michel          |             | ND          | 971          | 6,44         |             |             |
| 5           | Christelle Brochet      |             | PS          | 1 313        | 8,70         |             |             |
| 5           | Richard Ruspini         |             | PS          | 1 313        | 8,70         |             |             |
| 6           | Gregory Loew            |             | DVD         | 3 495        | 23,16        |             |             |
| 6           | Christine Niccoletti    |             | DVD         | 3 495        | 23,16        |             |             |
|             |                         |             |             |              |              |             |             |
| Inscrits    | Inscrits                | Inscrits    | Inscrits    | 29 888       | 100,00       | 29 880      | 100,00      |
| Abstentions | Abstentions             | Abstentions | Abstentions | 14 319       | 47,91        | 13 602      | 45,52       |
| Votants     | Votants                 | Votants     | Votants     | 15 569       | 52,09        | 16 278      | 54,48       |
| Blancs      | Blancs                  | Blancs      | Blancs      | 330          | 2,12         | 898         | 5,52        |
| Nuls        | Nuls                    | Nuls        | Nuls        | 151          | 0,97         | 502         | 3,08        |
| Exprimés    | Exprimés                | Exprimés    | Exprimés    | 15 088       | 96,91        | 14 878      | 91,4        |

### Canton de Flayosc
| Candidats            | Candidats             | Partis      | Partis      | Premier tour | Premier tour | Second tour | Second tour |
| Candidats            | Candidats             | Partis      | Partis      | Voix         | %            | Voix        | %           |
| -------------------- | --------------------- | ----------- | ----------- | ------------ | ------------ | ----------- | ----------- |
| 1                    | Nicole Fanelli*       |             | PS          | 2 532        | 19,09        |             |             |
| 1                    | Michel Varagnat       |             | PS          | 2 532        | 19,09        |             |             |
| 2                    | David Artel           |             | FN          | 5 472        | 41,26        | 6 147       | 47,02       |
| 2                    | Stéphanie Mouriez     |             | FN          | 5 472        | 41,26        | 6 147       | 47,02       |
| 3                    | Marie-Pierre Delavaud |             | FG          | 1 444        | 10,89        |             |             |
| 3                    | Maurice Olivier       |             | FG          | 1 444        | 10,89        |             |             |
| 4                    | Nathalie Perez-Leroux |             | DVD         | 3 813        | 28,75        | 6 926       | 52,98       |
| 4                    | Louis Reynier         |             | DVD         | 3 813        | 28,75        | 6 926       | 52,98       |
|                      |                       |             |             |              |              |             |             |
| Inscrits             | Inscrits              | Inscrits    | Inscrits    | 26 288       | 100,00       | 26 287      | 100,00      |
| Abstentions          | Abstentions           | Abstentions | Abstentions | 12 382       | 47,1         | 11 836      | 45,03       |
| Votants              | Votants               | Votants     | Votants     | 13 906       | 52,9         | 14 451      | 54,97       |
| Blancs               | Blancs                | Blancs      | Blancs      | 500          | 3,6          | 1 028       | 7,11        |
| Nuls                 | Nuls                  | Nuls        | Nuls        | 145          | 1,04         | 350         | 2,42        |
| Exprimés             | Exprimés              | Exprimés    | Exprimés    | 13 261       | 95,36        | 13 073      | 90,46       |
| * conseiller sortant |                       |             |             |              |              |             |             |

### Canton de Fréjus
| Candidats            | Candidats            | Partis      | Partis      | Premier tour | Premier tour |
| Candidats            | Candidats            | Partis      | Partis      | Voix         | %            |
| -------------------- | -------------------- | ----------- | ----------- | ------------ | ------------ |
| 1                    | Philippe Michel      |             | UDI         | 1 174        | 8,65         |
| 1                    | Sophie Parent        |             | UDI         | 1 174        | 8,65         |
| 2                    | Sibel Okutmustur     |             | DVD         | 183          | 1,35         |
| 2                    | Thierry Sarrauton    |             | DVD         | 183          | 1,35         |
| 3                    | Julie Lechanteux     |             | FN          | 6 948        | 51,17        |
| 3                    | Richard Sert         |             | FN          | 6 948        | 51,17        |
| 4                    | Jérémy Campofranco   |             | UMP         | 2 487        | 18,32        |
| 4                    | Laurence Fradj       |             | UMP         | 2 487        | 18,32        |
| 5                    | Françoise Cauwel*    |             | DVD         | 591          | 4,35         |
| 5                    | Renaud Reale         |             | DVD         | 591          | 4,35         |
| 6                    | Tarik Belkhodja      |             | PS          | 1 710        | 12,59        |
| 6                    | Laurence Lopez       |             | PS          | 1 710        | 12,59        |
| 7                    | Chafik Bahri         |             | FG          | 485          | 3,57         |
| 7                    | Marie-France Combeau |             | FG          | 485          | 3,57         |
|                      |                      |             |             |              |              |
| Inscrits             | Inscrits             | Inscrits    | Inscrits    | 27 190       | 100,00       |
| Abstentions          | Abstentions          | Abstentions | Abstentions | 12 996       | 47,80        |
| Votants              | Votants              | Votants     | Votants     | 14 194       | 52,20        |
| Blancs               | Blancs               | Blancs      | Blancs      | 374          | 2,63         |
| Nuls                 | Nuls                 | Nuls        | Nuls        | 242          | 1,70         |
| Exprimés             | Exprimés             | Exprimés    | Exprimés    | 13 578       | 95,66        |
| * conseiller sortant |                      |             |             |              |              |

### Canton de La Garde
| Candidats            | Candidats                | Partis      | Partis      | Premier tour | Premier tour | Second tour | Second tour |
| Candidats            | Candidats                | Partis      | Partis      | Voix         | %            | Voix        | %           |
| -------------------- | ------------------------ | ----------- | ----------- | ------------ | ------------ | ----------- | ----------- |
| 1                    | Laurent Bailloux         |             | PS          | 3 081        | 16,94        |             |             |
| 1                    | Cécile Muschotti         |             | PS          | 3 081        | 16,94        |             |             |
| 2                    | Jean-Louis Masson*       |             | UMP         | 7 964        | 43,79        | 11 154      | 65,44       |
| 2                    | Valérie Rialland         |             | UDI         | 7 964        | 43,79        | 11 154      | 65,44       |
| 3                    | Michel Camatte           |             | FG          | 1 443        | 7,94         |             |             |
| 3                    | Anaïs Escudier           |             | FG          | 1 443        | 7,94         |             |             |
| 4                    | Claudette Arène-Lombardo |             | FN          | 5 697        | 31,33        | 5 891       | 34,56       |
| 4                    | Pierre-Laurent Chable    |             | FN          | 5 697        | 31,33        | 5 891       | 34,56       |
|                      |                          |             |             |              |              |             |             |
| Inscrits             | Inscrits                 | Inscrits    | Inscrits    | 36 359       | 100,00       | 36 360      | 100,00      |
| Abstentions          | Abstentions              | Abstentions | Abstentions | 17 425       | 47,92        | 17 454      | 48          |
| Votants              | Votants                  | Votants     | Votants     | 18 934       | 52,08        | 18 906      | 52          |
| Blancs               | Blancs                   | Blancs      | Blancs      | 528          | 2,79         | 1 281       | 6,78        |
| Nuls                 | Nuls                     | Nuls        | Nuls        | 221          | 1,17         | 580         | 3,07        |
| Exprimés             | Exprimés                 | Exprimés    | Exprimés    | 18 185       | 96,04        | 17 045      | 90,16       |
| * conseiller sortant |                          |             |             |              |              |             |             |

### Canton de Garéoult
| Candidats            | Candidats        | Partis      | Partis      | Premier tour | Premier tour | Second tour | Second tour |
| Candidats            | Candidats        | Partis      | Partis      | Voix         | %            | Voix        | %           |
| -------------------- | ---------------- | ----------- | ----------- | ------------ | ------------ | ----------- | ----------- |
| 1                    | Arnaud Cavata    |             | FG          | 1 012        | 7,09         |             |             |
| 1                    | Nathalie Cerveau |             | FG          | 1 012        | 7,09         |             |             |
| 2                    | Sandra Bellazini |             | PS          | 3 688        | 25,84        | 6 754       | 47,76       |
| 2                    | André Guiol*     |             | PS          | 3 688        | 25,84        | 6 754       | 47,76       |
| 3                    | Catherine Altare |             | DVD         | 3 581        | 25,09        |             |             |
| 3                    | Philippe Drouhot |             | DVD         | 3 581        | 25,09        |             |             |
| 4                    | Jacques Danvy    |             | FN          | 5 989        | 41,97        | 7 388       | 52,24       |
| 4                    | Jessica Hoet     |             | FN          | 5 989        | 41,97        | 7 388       | 52,24       |
|                      |                  |             |             |              |              |             |             |
| Inscrits             | Inscrits         | Inscrits    | Inscrits    | 29 275       | 100,00       | 29 276      | 100,00      |
| Abstentions          | Abstentions      | Abstentions | Abstentions | 14 515       | 49,58        | 13 880      | 47,41       |
| Votants              | Votants          | Votants     | Votants     | 14 760       | 50,42        | 15 396      | 52,59       |
| Blancs               | Blancs           | Blancs      | Blancs      | 307          | 2,08         | 929         | 6,03        |
| Nuls                 | Nuls             | Nuls        | Nuls        | 183          | 1,24         | 325         | 2,11        |
| Exprimés             | Exprimés         | Exprimés    | Exprimés    | 14 270       | 96,68        | 14 142      | 91,86       |
| * conseiller sortant |                  |             |             |              |              |             |             |

### Canton d'Hyères
| Candidats            | Candidats               | Partis      | Partis      | Premier tour | Premier tour | Second tour | Second tour |
| Candidats            | Candidats               | Partis      | Partis      | Voix         | %            | Voix        | %           |
| -------------------- | ----------------------- | ----------- | ----------- | ------------ | ------------ | ----------- | ----------- |
| 1                    | Jacques Politi*         |             | DVD         | 3 704        | 21,27        |             |             |
| 1                    | Karine Tropini-Gobbi    |             | DVD         | 3 704        | 21,27        |             |             |
| 2                    | Marie Ivorra            |             | FG          | 677          | 3,89         |             |             |
| 2                    | Bernard Paysé           |             | FG          | 677          | 3,89         |             |             |
| 3                    | Patrick Collet          |             | FN          | 5 249        | 30,15        | 7 021       | 41,64       |
| 3                    | Marie-Laure Collin      |             | FN          | 5 249        | 30,15        | 7 021       | 41,64       |
| 4                    | Jean-Claude Alberigo    |             | EÉLV        | 816          | 4,69         |             |             |
| 4                    | Brigitte Del Perugia    |             | EÉLV        | 816          | 4,69         |             |             |
| 5                    | Marie-Françoise Bourrel |             | PS          | 1 866        | 10,72        |             |             |
| 5                    | Jean-Pierre Morillon    |             | PS          | 1 866        | 10,72        |             |             |
| 6                    | Véronique Bernardini    |             | UMP         | 4 461        | 25,62        | 9 839       | 58,36       |
| 6                    | Francis Roux            |             | UDI         | 4 461        | 25,62        | 9 839       | 58,36       |
| 7                    | Franck Chauvet          |             | NC          | 639          | 3,67         |             |             |
| 7                    | Marion Kaplan           |             | NC          | 639          | 3,67         |             |             |
|                      |                         |             |             |              |              |             |             |
| Inscrits             | Inscrits                | Inscrits    | Inscrits    | 35 014       | 100,00       | 35 014      | 100,00      |
| Abstentions          | Abstentions             | Abstentions | Abstentions | 17 139       | 48,95        | 16 663      | 47,59       |
| Votants              | Votants                 | Votants     | Votants     | 17 875       | 51,05        | 18 351      | 52,41       |
| Blancs               | Blancs                  | Blancs      | Blancs      | 250          | 1,4          | 1 067       | 5,81        |
| Nuls                 | Nuls                    | Nuls        | Nuls        | 213          | 1,19         | 424         | 2,31        |
| Exprimés             | Exprimés                | Exprimés    | Exprimés    | 17 412       | 97,41        | 16 860      | 91,88       |
| * conseiller sortant |                         |             |             |              |              |             |             |

### Canton du Luc
| Candidats   | Candidats                | Partis      | Partis      | Premier tour | Premier tour | Second tour | Second tour |
| Candidats   | Candidats                | Partis      | Partis      | Voix         | %            | Voix        | %           |
| ----------- | ------------------------ | ----------- | ----------- | ------------ | ------------ | ----------- | ----------- |
| 1           | Jeanne-Viviane Acchiardo |             | EÉLV        | 2 246        | 17,06        |             |             |
| 1           | Jean-Marie Bernardi      |             | FG          | 2 246        | 17,06        |             |             |
| 2           | Sylvie Salabert-Rohrer   |             | FN          | 5 913        | 44,92        | 6 393       | 47,04       |
| 2           | Pascal Verrelle          |             | FN          | 5 913        | 44,92        | 6 393       | 47,04       |
| 3           | Christine Amrane         |             | UDI         | 5 005        | 38,02        | 7 197       | 52,96       |
| 3           | Dominique Lain           |             | UMP         | 5 005        | 38,02        | 7 197       | 52,96       |
|             |                          |             |             |              |              |             |             |
| Inscrits    | Inscrits                 | Inscrits    | Inscrits    | 27 268       | 100,00       | 27 268      | 100,00      |
| Abstentions | Abstentions              | Abstentions | Abstentions | 13 429       | 49,25        | 12 578      | 46,13       |
| Votants     | Votants                  | Votants     | Votants     | 13 839       | 50,75        | 14 690      | 53,87       |
| Blancs      | Blancs                   | Blancs      | Blancs      | 462          | 3,34         | 721         | 4,91        |
| Nuls        | Nuls                     | Nuls        | Nuls        | 213          | 1,54         | 379         | 2,58        |
| Exprimés    | Exprimés                 | Exprimés    | Exprimés    | 13 164       | 95,12        | 13 590      | 92,51       |

### Canton d'Ollioules
| Candidats            | Candidats           | Partis      | Partis      | Premier tour | Premier tour | Second tour | Second tour |
| Candidats            | Candidats           | Partis      | Partis      | Voix         | %            | Voix        | %           |
| -------------------- | ------------------- | ----------- | ----------- | ------------ | ------------ | ----------- | ----------- |
| 1                    | Jean-Pierre Meyer   |             | PS          | 2 766        | 17,00        |             |             |
| 1                    | Nadine Nazzi        |             | PS          | 2 766        | 17,00        |             |             |
| 2                    | Alain Demarlier     |             | FN          | 5 807        | 35,70        | 6 051       | 37,76       |
| 2                    | Muriel Fiol         |             | FN          | 5 807        | 35,70        | 6 051       | 37,76       |
| 3                    | Ferdinand Bernhard* |             | DVD         | 7 695        | 47,3         | 9 975       | 62,24       |
| 3                    | Laetitia Quilici    |             | UMP         | 7 695        | 47,3         | 9 975       | 62,24       |
|                      |                     |             |             |              |              |             |             |
| Inscrits             | Inscrits            | Inscrits    | Inscrits    | 35 706       |              | 35 706      | 100,00      |
| Abstentions          | Abstentions         | Abstentions | Abstentions | 18 562       | 51,99        | 18 310      | 51,28       |
| Votants              | Votants             | Votants     | Votants     | 17 144       | 48,01        | 17 396      | 48,72       |
| Blancs               | Blancs              | Blancs      | Blancs      | 606          | 3,53         | 997         | 5,73        |
| Nuls                 | Nuls                | Nuls        | Nuls        | 270          | 1,57         | 373         | 2,14        |
| Exprimés             | Exprimés            | Exprimés    | Exprimés    | 16 268       | 94,89        | 16 026      | 92,12       |
| * conseiller sortant |                     |             |             |              |              |             |             |

### Canton de Roquebrune-sur-Argens
| Candidats            | Candidats              | Partis      | Partis      | Premier tour | Premier tour | Second tour | Second tour |
| Candidats            | Candidats              | Partis      | Partis      | Voix         | %            | Voix        | %           |
| -------------------- | ---------------------- | ----------- | ----------- | ------------ | ------------ | ----------- | ----------- |
| 1                    | Jean-Christophe Bertin |             | FN          | 7 833        | 47,62        | 7 804       | 45,64       |
| 1                    | Danielle Subtil        |             | FN          | 7 833        | 47,62        | 7 804       | 45,64       |
| 2                    | François Cavallier*    |             | UMP         | 8 615        | 52,38        | 9 294       | 54,36       |
| 2                    | Josette Mimouni        |             | DVD         | 8 615        | 52,38        | 9 294       | 54,36       |
|                      |                        |             |             |              |              |             |             |
| Inscrits             | Inscrits               | Inscrits    | Inscrits    | 36 657       | 100,00       | 36 657      | 100,00      |
| Abstentions          | Abstentions            | Abstentions | Abstentions | 18 830       | 51,37        | 18 571      | 50,66       |
| Votants              | Votants                | Votants     | Votants     | 17 827       | 48,63        | 18 086      | 49,34       |
| Blancs               | Blancs                 | Blancs      | Blancs      | 966          | 5,42         | 679         | 3,75        |
| Nuls                 | Nuls                   | Nuls        | Nuls        | 413          | 2,32         | 309         | 1,71        |
| Exprimés             | Exprimés               | Exprimés    | Exprimés    | 16 448       | 92,26        | 17 098      | 94,54       |
| * conseiller sortant |                        |             |             |              |              |             |             |

### Canton de Saint-Cyr-sur-Mer
| Candidats   | Candidats            | Partis      | Partis      | Premier tour | Premier tour | Second tour | Second tour |
| Candidats   | Candidats            | Partis      | Partis      | Voix         | %            | Voix        | %           |
| ----------- | -------------------- | ----------- | ----------- | ------------ | ------------ | ----------- | ----------- |
| 1           | Marc Lauriol         |             | UMP         | 5 786        | 32,55        | 9 913       | 56,24       |
| 1           | Andrée Samat         |             | UMP         | 5 786        | 32,55        | 9 913       | 56,24       |
| 2           | Richard Camus        |             | FN          | 6 766        | 38,07        | 7 712       | 43,76       |
| 2           | Élisabeth Lalesart   |             | FN          | 6 766        | 38,07        | 7 712       | 43,76       |
| 3           | Delphine de Luca     |             | EÉLV        | 1 275        | 7,17         |             |             |
| 3           | Jean-Pierre Salvador |             | EÉLV        | 1 275        | 7,17         |             |             |
| 4           | Dominique Blanc      |             | UDI         | 971          | 5,46         |             |             |
| 4           | Bruno Joannon        |             | UDI         | 971          | 5,46         |             |             |
| 5           | Vincente Chastel     |             | PS          | 2 043        | 11,49        |             |             |
| 5           | Dominique Olivier    |             | PS          | 2 043        | 11,49        |             |             |
| 6           | Louis Camenzuli      |             | FG          | 933          | 5,25         |             |             |
| 6           | Aurelia Vecina       |             | FG          | 933          | 5,25         |             |             |
|             |                      |             |             |              |              |             |             |
| Inscrits    | Inscrits             | Inscrits    | Inscrits    | 36 967       | 100,00       | 36 966      | 100,00      |
| Abstentions | Abstentions          | Abstentions | Abstentions | 18 630       | 50,4         | 17 858      | 48,31       |
| Votants     | Votants              | Votants     | Votants     | 18 337       | 49,6         | 19 108      | 51,69       |
| Blancs      | Blancs               | Blancs      | Blancs      | 390          | 2,13         | 813         | 4,25        |
| Nuls        | Nuls                 | Nuls        | Nuls        | 173          | 0,94         | 670         | 3,51        |
| Exprimés    | Exprimés             | Exprimés    | Exprimés    | 17 774       | 96,93        | 17 625      | 92,24       |

### Canton de Saint-Maximin-la-Sainte-Baume
| Candidats   | Candidats                   | Partis      | Partis      | Premier tour | Premier tour | Second tour | Second tour |
| Candidats   | Candidats                   | Partis      | Partis      | Voix         | %            | Voix        | %           |
| ----------- | --------------------------- | ----------- | ----------- | ------------ | ------------ | ----------- | ----------- |
| 1           | Sébastien Bourlin           |             | UDI         | 4 796        | 25,8         | 9 612       | 53,78       |
| 1           | Séverine Vincendeau         |             | DVD         | 4 796        | 25,8         | 9 612       | 53,78       |
| 2           | Geneviève Blanc             |             | FN          | 7 116        | 38,28        | 8 262       | 46,22       |
| 2           | Jean-Philippe Lecoinnet     |             | FN          | 7 116        | 38,28        | 8 262       | 46,22       |
| 3           | Alphonse Casado             |             | FG          | 1 362        | 7,33         |             |             |
| 3           | Joëlle Mecagni              |             | FG          | 1 362        | 7,33         |             |             |
| 4           | Alain Decanis               |             | DVG         | 2 714        | 14,60        |             |             |
| 4           | Christiane Philibert-Brezun |             | DVG         | 2 714        | 14,60        |             |             |
| 5           | Cécile Laublet              |             | PS          | 2 603        | 14,00        |             |             |
| 5           | Hervé Philibert             |             | PS          | 2 603        | 14,00        |             |             |
|             |                             |             |             |              |              |             |             |
| Inscrits    | Inscrits                    | Inscrits    | Inscrits    | 37 928       |              | 37 924      | 100,00      |
| Abstentions | Abstentions                 | Abstentions | Abstentions | 18 724       | 49,37        | 18 238      | 48,09       |
| Votants     | Votants                     | Votants     | Votants     | 19 204       | 50,63        | 19 686      | 51,91       |
| Blancs      | Blancs                      | Blancs      | Blancs      | 431          | 2,24         | 1 314       | 6,67        |
| Nuls        | Nuls                        | Nuls        | Nuls        | 182          | 0,95         | 498         | 2,53        |
| Exprimés    | Exprimés                    | Exprimés    | Exprimés    | 18 591       | 96,81        | 17 874      | 90,8        |

### Canton de Saint-Raphaël
| Candidats            | Candidats               | Partis      | Partis      | Premier tour | Premier tour | Second tour | Second tour |
| Candidats            | Candidats               | Partis      | Partis      | Voix         | %            | Voix        | %           |
| -------------------- | ----------------------- | ----------- | ----------- | ------------ | ------------ | ----------- | ----------- |
| 1                    | Fabien Hurel            |             | FN          | 8 120        | 40,97        | 8 302       | 42,75       |
| 1                    | Brigitte Lancine        |             | FN          | 8 120        | 40,97        | 8 302       | 42,75       |
| 2                    | Guillaume Decard        |             | UMP         | 7 887        | 39,79        | 11 118      | 57,25       |
| 2                    | Françoise Dumont*       |             | UMP         | 7 887        | 39,79        | 11 118      | 57,25       |
| 3                    | Laetitia Beiller        |             | EÉLV        | 1 174        | 5,92         |             |             |
| 3                    | Michel Le Berre         |             | EÉLV        | 1 174        | 5,92         |             |             |
| 4                    | Nassima Barkallah       |             | ND          | 626          | 3,16         |             |             |
| 4                    | Jean-Michel Vandenberge |             | MoDem       | 626          | 3,16         |             |             |
| 5                    | Patricia Hauteur        |             | PS          | 2 013        | 10,16        |             |             |
| 5                    | Jean-Pierre Meynet      |             | PS          | 2 013        | 10,16        |             |             |
|                      |                         |             |             |              |              |             |             |
| Inscrits             | Inscrits                | Inscrits    | Inscrits    | 40 134       | 100,00       | 40 134      | 100,00      |
| Abstentions          | Abstentions             | Abstentions | Abstentions | 19 612       | 48,87        | 19 564      | 48,75       |
| Votants              | Votants                 | Votants     | Votants     | 20 522       | 51,13        | 20 570      | 51,25       |
| Blancs               | Blancs                  | Blancs      | Blancs      | 428          | 2,09         | 713         | 3,47        |
| Nuls                 | Nuls                    | Nuls        | Nuls        | 274          | 1,34         | 437         | 2,12        |
| Exprimés             | Exprimés                | Exprimés    | Exprimés    | 19 820       | 96,58        | 19 420      | 94,41       |
| * conseiller sortant |                         |             |             |              |              |             |             |

### Canton de Sainte-Maxime
| Candidats   | Candidats           | Partis      | Partis      | Premier tour | Premier tour | Second tour | Second tour |
| Candidats   | Candidats           | Partis      | Partis      | Voix         | %            | Voix        | %           |
| ----------- | ------------------- | ----------- | ----------- | ------------ | ------------ | ----------- | ----------- |
| 1           | Alain Benedetto     |             | UMP         | 6 372        | 32,02        | 10 775      | 53,03       |
| 1           | Muriel Lecca-Berger |             | DVD         | 6 372        | 32,02        | 10 775      | 53,03       |
| 2           | Éliette Mardel      |             | UDI         | 2 981        | 14,98        |             |             |
| 2           | Thierry Réveillon   |             | UDI         | 2 981        | 14,98        |             |             |
| 3           | Pierre Daspre       |             | FG          | 1 962        | 9,86         |             |             |
| 3           | Isabel Perez        |             | FG          | 1 962        | 9,86         |             |             |
| 4           | Éric Masson         |             | FN          | 8 587        | 43,15        | 9 543       | 46,97       |
| 4           | Laétitia Picot      |             | FN          | 8 587        | 43,15        | 9 543       | 46,97       |
|             |                     |             |             |              |              |             |             |
| Inscrits    | Inscrits            | Inscrits    | Inscrits    | 42 498       | 100,00       | 42 498      | 100,00      |
| Abstentions | Abstentions         | Abstentions | Abstentions | 21 921       | 51,58        | 20 999      | 49,41       |
| Votants     | Votants             | Votants     | Votants     | 20 577       | 48,42        | 21 499      | 50,59       |
| Blancs      | Blancs              | Blancs      | Blancs      | 503          | 2,44         | 834         | 3,88        |
| Nuls        | Nuls                | Nuls        | Nuls        | 172          | 0,84         | 347         | 1,61        |
| Exprimés    | Exprimés            | Exprimés    | Exprimés    | 19 902       | 96,72        | 20 318      | 94,51       |

### Canton de La Seyne-sur-Mer-1
| Candidats            | Candidats         | Partis      | Partis      | Premier tour | Premier tour | Second tour | Second tour |
| Candidats            | Candidats         | Partis      | Partis      | Voix         | %            | Voix        | %           |
| -------------------- | ----------------- | ----------- | ----------- | ------------ | ------------ | ----------- | ----------- |
| 1                    | Marie Bouchez     |             | PS          | 5 089        | 32,15        | 7 733       | 46,89       |
| 1                    | Anthony Civettini |             | PCF         | 5 089        | 32,15        | 7 733       | 46,89       |
| 2                    | Damien Guttierez  |             | FN          | 6 597        | 41,67        | 8 758       | 53,11       |
| 2                    | Virginie Sanchez  |             | FN          | 6 597        | 41,67        | 8 758       | 53,11       |
| 3                    | Corinne Chenet    |             | UDI         | 4 145        | 26,18        |             |             |
| 3                    | Gilles Vincent*   |             | UMP         | 4 145        | 26,18        |             |             |
|                      |                   |             |             |              |              |             |             |
| Inscrits             | Inscrits          | Inscrits    | Inscrits    | 36 960       | 100,00       | 36 960      | 100,00      |
| Abstentions          | Abstentions       | Abstentions | Abstentions | 20 361       | 55,09        | 18 969      | 51,32       |
| Votants              | Votants           | Votants     | Votants     | 16 599       | 44,91        | 17 991      | 48,68       |
| Blancs               | Blancs            | Blancs      | Blancs      | 578          | 3,48         | 1 163       | 6,46        |
| Nuls                 | Nuls              | Nuls        | Nuls        | 190          | 1,14         | 337         | 1,87        |
| Exprimés             | Exprimés          | Exprimés    | Exprimés    | 15 831       | 95,37        | 16 491      | 91,66       |
| * conseiller sortant |                   |             |             |              |              |             |             |

### Canton de La Seyne-sur-Mer-2
| Candidats   | Candidats           | Partis      | Partis      | Premier tour | Premier tour | Second tour | Second tour |
| Candidats   | Candidats           | Partis      | Partis      | Voix         | %            | Voix        | %           |
| ----------- | ------------------- | ----------- | ----------- | ------------ | ------------ | ----------- | ----------- |
| 1           | Louis Cabras        |             | PCF         | 840          | 4,15         |             |             |
| 1           | Solange Thubert     |             | PCF         | 840          | 4,15         |             |             |
| 2           | Olivier Andrau      |             | PS          | 2 611        | 12,91        |             |             |
| 2           | Jessica Gérondal    |             | PS          | 2 611        | 12,91        |             |             |
| 3           | Nathalie Bicais     |             | UMP         | 7 146        | 35,32        | 11 067      | 54,22       |
| 3           | Joseph Mulé         |             | UMP         | 7 146        | 35,32        | 11 067      | 54,22       |
| 4           | Frédéric Boccaletti |             | FN          | 8 260        | 40,83        | 9 344       | 45,78       |
| 4           | Dominique Granet    |             | FN          | 8 260        | 40,83        | 9 344       | 45,78       |
| 5           | Isabelle Berviller  |             | EÉLV        | 1 374        | 6,79         |             |             |
| 5           | René Chayla         |             | EÉLV        | 1 374        | 6,79         |             |             |
|             |                     |             |             |              |              |             |             |
| Inscrits    | Inscrits            | Inscrits    | Inscrits    | 42 158       | 100,00       | 42 158      | 100,00      |
| Abstentions | Abstentions         | Abstentions | Abstentions | 21 275       | 50,46        | 20 087      | 47,65       |
| Votants     | Votants             | Votants     | Votants     | 20 883       | 49,54        | 22 071      | 52,35       |
| Blancs      | Blancs              | Blancs      | Blancs      | 466          | 2,23         | 1 182       | 5,36        |
| Nuls        | Nuls                | Nuls        | Nuls        | 186          | 0,89         | 478         | 2,17        |
| Exprimés    | Exprimés            | Exprimés    | Exprimés    | 20 231       | 96,88        | 20 411      | 92,48       |

### Canton de Solliès-Pont
| Candidats   | Candidats              | Partis      | Partis      | Premier tour | Premier tour | Second tour | Second tour |
| Candidats   | Candidats              | Partis      | Partis      | Voix         | %            | Voix        | %           |
| ----------- | ---------------------- | ----------- | ----------- | ------------ | ------------ | ----------- | ----------- |
| 1           | Régis Chevrot          |             | FN          | 5 147        | 34,96        | 6 101       | 42,55       |
| 1           | Rachel Roussel         |             | FN          | 5 147        | 34,96        | 6 101       | 42,55       |
| 2           | Nadyne Chevret         |             | DVD         | 2 879        | 19,56        |             |             |
| 2           | André Garron           |             | DVD         | 2 879        | 19,56        |             |             |
| 3           | Céline Bonhomme-Mandon |             | PS          | 1 746        | 11,86        |             |             |
| 3           | Jean-Paul Boutier      |             | PS          | 1 746        | 11,86        |             |             |
| 4           | Bruno Aycard           |             | UMP         | 3 750        | 25,47        | 8 239       | 57,45       |
| 4           | Véronique Baccino      |             | UMP         | 3 750        | 25,47        | 8 239       | 57,45       |
| 5           | Maurice Aeply          |             | UPR         | 152          | 1,03         |             |             |
| 5           | Nathalie Eymard        |             | UPR         | 152          | 1,03         |             |             |
| 6           | Alain Bolla            |             | PCF         | 1 047        | 7,11         |             |             |
| 6           | Julie Demontis         |             | PCF         | 1 047        | 7,11         |             |             |
|             |                        |             |             |              |              |             |             |
| Inscrits    | Inscrits               | Inscrits    | Inscrits    | 31 568       | 100,00       | 31 568      | 100,00      |
| Abstentions | Abstentions            | Abstentions | Abstentions | 16 415       | 52           | 15 932      | 50,47       |
| Votants     | Votants                | Votants     | Votants     | 15 153       | 48           | 15 636      | 49,53       |
| Blancs      | Blancs                 | Blancs      | Blancs      | 339          | 2,24         | 897         | 5,74        |
| Nuls        | Nuls                   | Nuls        | Nuls        | 93           | 0,61         | 399         | 2,55        |
| Exprimés    | Exprimés               | Exprimés    | Exprimés    | 14 721       | 97,15        | 14 340      | 91,71       |

### Canton de Toulon-1
| Candidats            | Candidats         | Partis      | Partis      | Premier tour | Premier tour | Second tour | Second tour |
| Candidats            | Candidats         | Partis      | Partis      | Voix         | %            | Voix        | %           |
| -------------------- | ----------------- | ----------- | ----------- | ------------ | ------------ | ----------- | ----------- |
| 1                    | Philippe Himber   |             | PCF         | 816          | 7,19         |             |             |
| 1                    | Élisabeth Raskopf |             | PCF         | 816          | 7,19         |             |             |
| 2                    | Guy Cochennec     |             | SE          | 0            | 0,00         |             |             |
| 2                    | Patricia Mourniac |             | SE          | 0            | 0,00         |             |             |
| 3                    | Laure Lavalette   |             | FN          | 4 092        | 36,08        | 4 146       | 37,48       |
| 3                    | Amaury Navarranne |             | FN          | 4 092        | 36,08        | 4 146       | 37,48       |
| 4                    | Robert Cavanna*   |             | UMP         | 5 030        | 44,35        | 6 915       | 62,52       |
| 4                    | Manon Fortias     |             | DVD         | 5 030        | 44,35        | 6 915       | 62,52       |
| 5                    | Fabienne Ashraf   |             | PS          | 1 404        | 12,38        |             |             |
| 5                    | Christophe Haser  |             | PS          | 1 404        | 12,38        |             |             |
|                      |                   |             |             |              |              |             |             |
| Inscrits             | Inscrits          | Inscrits    | Inscrits    | 26 970       | 100,00       | 26 970      | 100,00      |
| Abstentions          | Abstentions       | Abstentions | Abstentions | 15 219       | 56,43        | 15 210      | 56,4        |
| Votants              | Votants           | Votants     | Votants     | 11 751       | 43,57        | 11 760      | 43,6        |
| Blancs               | Blancs            | Blancs      | Blancs      | 297          | 2,53         | 522         | 4,44        |
| Nuls                 | Nuls              | Nuls        | Nuls        | 112          | 0,95         | 177         | 1,51        |
| Exprimés             | Exprimés          | Exprimés    | Exprimés    | 11 342       | 96,52        | 11 061      | 94,06       |
| * conseiller sortant |                   |             |             |              |              |             |             |

### Canton de Toulon-2
| Candidats            | Candidats         | Partis      | Partis      | Premier tour | Premier tour | Second tour | Second tour |
| Candidats            | Candidats         | Partis      | Partis      | Voix         | %            | Voix        | %           |
| -------------------- | ----------------- | ----------- | ----------- | ------------ | ------------ | ----------- | ----------- |
| 1                    | Odile Bozane      |             | PG          | 911          | 7,36         |             |             |
| 1                    | André de Ubeda    |             | PCF         | 911          | 7,36         |             |             |
| 2                    | Cyprien Eiler     |             | SE          | 0            | 0,00         |             |             |
| 2                    | Myriam Lepère     |             | SE          | 0            | 0,00         |             |             |
| 3                    | Viviane Driquez   |             | PS          | 1 477        | 11,94        |             |             |
| 3                    | Laurent Gabbanini |             | PS          | 1 477        | 11,94        |             |             |
| 4                    | Sylvie Martin     |             | FN          | 4 351        | 35,17        | 4 580       | 37,71       |
| 4                    | Hervé Toulzac     |             | FN          | 4 351        | 35,17        | 4 580       | 37,71       |
| 5                    | Michel Bonnus*    |             | UMP         | 5 633        | 45,53        | 7 566       | 62,29       |
| 5                    | Valérie Mondone   |             | DVD         | 5 633        | 45,53        | 7 566       | 62,29       |
|                      |                   |             |             |              |              |             |             |
| Inscrits             | Inscrits          | Inscrits    | Inscrits    | 27 566       | 100,00       | 27 566      | 100,00      |
| Abstentions          | Abstentions       | Abstentions | Abstentions | 14 734       | 53,45        | 14 575      | 52,87       |
| Votants              | Votants           | Votants     | Votants     | 12 832       | 46,55        | 12 991      | 47,13       |
| Blancs               | Blancs            | Blancs      | Blancs      | 359          | 2,8          | 606         | 4,66        |
| Nuls                 | Nuls              | Nuls        | Nuls        | 101          | 0,79         | 239         | 1,84        |
| Exprimés             | Exprimés          | Exprimés    | Exprimés    | 12 372       | 96,42        | 12 146      | 93,5        |
| * conseiller sortant |                   |             |             |              |              |             |             |

### Canton de Toulon-3
| Candidats   | Candidats             | Partis      | Partis      | Premier tour | Premier tour | Second tour | Second tour |
| Candidats   | Candidats             | Partis      | Partis      | Voix         | %            | Voix        | %           |
| ----------- | --------------------- | ----------- | ----------- | ------------ | ------------ | ----------- | ----------- |
| 1           | Andrée Gallaux        |             | PCF         | 1 324        | 6,97         |             |             |
| 1           | David Vanetti         |             | PCF         | 1 324        | 6,97         |             |             |
| 2           | Françoise Marchand    |             | PS          | 2 842        | 14,96        |             |             |
| 2           | Guillaume Robaa       |             | PS          | 2 842        | 14,96        |             |             |
| 3           | Aline Bertrand        |             | FN          | 6 819        | 35,89        | 7 224       | 38,61       |
| 3           | Jean-Pierre Ponzevera |             | FN          | 6 819        | 35,89        | 7 224       | 38,61       |
| 4           | Thierry Albertini     |             | DVD         | 8 014        | 42,18        | 11 486      | 61,39       |
| 4           | Hélène Audibert       |             | UMP         | 8 014        | 42,18        | 11 486      | 61,39       |
|             |                       |             |             |              |              |             |             |
| Inscrits    | Inscrits              | Inscrits    | Inscrits    | 38 851       | 100,00       | 38 851      | 100,00      |
| Abstentions | Abstentions           | Abstentions | Abstentions | 19 004       | 48,92        | 18 629      | 47,95       |
| Votants     | Votants               | Votants     | Votants     | 19 847       | 51,08        | 20 222      | 52,05       |
| Blancs      | Blancs                | Blancs      | Blancs      | 639          | 3,22         | 1 012       | 5           |
| Nuls        | Nuls                  | Nuls        | Nuls        | 209          | 1,05         | 500         | 2,47        |
| Exprimés    | Exprimés              | Exprimés    | Exprimés    | 18 999       | 95,73        | 18 710      | 92,52       |

### Canton de Toulon-4
| Candidats            | Candidats           | Partis      | Partis      | Premier tour | Premier tour | Second tour | Second tour |
| Candidats            | Candidats           | Partis      | Partis      | Voix         | %            | Voix        | %           |
| -------------------- | ------------------- | ----------- | ----------- | ------------ | ------------ | ----------- | ----------- |
| 1                    | Françoise Denis     |             | FG          | 1 530        | 9,52         |             |             |
| 1                    | Alain Losco         |             | FG          | 1 530        | 9,52         |             |             |
| 2                    | Patricia Bouglet    |             | EÉLV        | 1 280        | 7,97         |             |             |
| 2                    | Nicolas Plazanet    |             | EÉLV        | 1 280        | 7,97         |             |             |
| 3                    | Danièle Le Gac      |             | FN          | 5 187        | 32,29        | 5 110       | 33,19       |
| 3                    | Jean-Yves Waquet    |             | FN          | 5 187        | 32,29        | 5 110       | 33,19       |
| 4                    | Caroline Depallens* |             | UMP         | 8 068        | 50,22        | 10 288      | 66,81       |
| 4                    | Jean-Guy Di Giorgio |             | UMP         | 8 068        | 50,22        | 10 288      | 66,81       |
| 5                    | Yvan Noyau          |             | DVG         | 0            | 0,00         |             |             |
| 5                    | Carine Sivillano    |             | DVG         | 0            | 0,00         |             |             |
|                      |                     |             |             |              |              |             |             |
| Inscrits             | Inscrits            | Inscrits    | Inscrits    | 34 220       | 100,00       | 34 220      | 100,00      |
| Abstentions          | Abstentions         | Abstentions | Abstentions | 17 653       | 51,59        | 17 872      | 52,23       |
| Votants              | Votants             | Votants     | Votants     | 16 567       | 48,41        | 16 348      | 47,77       |
| Blancs               | Blancs              | Blancs      | Blancs      | 370          | 2,23         | 710         | 4,34        |
| Nuls                 | Nuls                | Nuls        | Nuls        | 132          | 0,8          | 240         | 1,47        |
| Exprimés             | Exprimés            | Exprimés    | Exprimés    | 16 065       | 96,97        | 15 398      | 94,19       |
| * conseiller sortant |                     |             |             |              |              |             |             |

### Canton de Vidauban
| Candidats   | Candidats            | Partis      | Partis      | Premier tour | Premier tour | Second tour | Second tour |
| Candidats   | Candidats            | Partis      | Partis      | Voix         | %            | Voix        | %           |
| ----------- | -------------------- | ----------- | ----------- | ------------ | ------------ | ----------- | ----------- |
| 1           | Françoise Legraien   |             | UMP         | 5 362        | 38,87        | 8 027       | 56,02       |
| 1           | Claude Pianetti      |             | UMP         | 5 362        | 38,87        | 8 027       | 56,02       |
| 2           | Jean-Bernard Formé   |             | FN          | 5 690        | 41,24        | 6 303       | 43,98       |
| 2           | Margaret Leduc       |             | FN          | 5 690        | 41,24        | 6 303       | 43,98       |
| 3           | Philippe Balp        |             | FG          | 820          | 5,94         |             |             |
| 3           | Michèle Morelli      |             | FG          | 820          | 5,94         |             |             |
| 4           | Jean-Laurent Félizia |             | EÉLV        | 1 924        | 13,95        |             |             |
| 4           | Valérie Laurent      |             | PS          | 1 924        | 13,95        |             |             |
|             |                      |             |             |              |              |             |             |
| Inscrits    | Inscrits             | Inscrits    | Inscrits    | 27 214       | 100,00       | 27 215      | 100,00      |
| Abstentions | Abstentions          | Abstentions | Abstentions | 12 872       | 47,3         | 11 850      | 43,54       |
| Votants     | Votants              | Votants     | Votants     | 14 342       | 52,7         | 15 365      | 56,46       |
| Blancs      | Blancs               | Blancs      | Blancs      | 366          | 2,55         | 715         | 4,65        |
| Nuls        | Nuls                 | Nuls        | Nuls        | 180          | 1,26         | 320         | 2,08        |
| Exprimés    | Exprimés             | Exprimés    | Exprimés    | 13 796       | 96,19        | 14 330      | 93,26       |